# Юрчим
Юрчим — река в Пермском крае России. Протекает по территории Пермского района и впадает справа в Нижнюю Мулянку на расстоянии 4,8 км от её устья. Длина — 12 км.

## Данные водного реестра
По данным государственного водного реестра России относится к Камскому бассейновому округу, водохозяйственный участок реки — Кама от Камского гидроузла до Воткинского гидроузла, речной подбассейн реки — Кама до Куйбышевского водохранилища (без бассейнов рек Белой и Вятки). Речной бассейн реки — Кама.
Код объекта в государственном водном реестре — 10010101012111100014042.